# Campionati mondiali di tiro al bersaglio mobile 2008
I campionati mondiali di tiro 2008 furono la nona edizione dei campionati mondiali di questo sport e si disputarono al Campo di Tiro di Lobzy a Plzeň, dal 18 al 26 ottobre.

## Risultati

### Uomini

#### Bersaglio mobile
| Evento              | Oro                                                               | Oro       | Argento                                                           | Argento   | Bronzo                                                           | Bronzo    |
| Evento              | Atleta                                                            | Risultato | Atleta                                                            | Risultato | Atleta                                                           | Risultato |
| 50m                 | Krister Holmberg                                                  | 593       | Maxim Stepanov                                                    | 592+20    | Miroslav Januš                                                   | 592+19    |
| 50m a squadre       | Rep. Ceca Miroslav Januš Bedrich Jonas Lubos Racansky             | 1763      | Russia Igor Kolesov Maxim Stepanov Alexandr Blinov                | 1759      | Ucraina Alexandr Zinenko Vladyslav Prianishnikov Oleksandr Ulvak | 1758      |
| Misto 50m           | Alexandr Blinov                                                   | 393+19    | Peter Pelach                                                      | 393+17    | Alexandr Zinenko                                                 | 391       |
| Misto 50m a squadre | Rep. Ceca Miroslav Januš Bedrich Jonas Lubos Racansky             | 1169      | Russia Igor Kolesov Dmitry Romanov Alexandr Blinov                | 1164      | Svezia Emil Andersson Niklas Bergstroem Matthias Bergman         | 1160      |
| 10m                 | Emil Andersson                                                    |           | Miroslav Januš                                                    |           | Vladyslav Prianishnikov                                          |           |
| 10m a squadre       | Ucraina Alexandr Zinenko Vladyslav Prianishnikov Andrey Gilchenko | 1726      | Rep. Ceca Miroslav Januš Bedrich Jonas Lubos Racansky             | 1714      | Russia Igor Kolesov Dmitry Romanov Maxim Stepanov                | 1711      |
| Misto 10m           | Łukasz Czapla                                                     | 383+18    | Krister Holmberg                                                  | 383+16    | Emil Andersson                                                   | 383       |
| Misto 10m a squadre | Russia Alexandr Blinov Dmitry Romanov Maxim Stepanov              | 1137      | Ucraina Alexandr Zinenko Vladyslav Prianishnikov Andrey Gilchenko | 1127      | Ungheria Joszef Sike Tibor Szabo Tamas Tasi                      | 1125      |

### Donne

#### Bersaglio mobile
| Evento    | Oro              | Oro       | Argento             | Argento   | Bronzo            | Bronzo    |
| Evento    | Atleta           | Risultato | Atleta              | Risultato | Atleta            | Risultato |
| 10m       | Galina Avramenko |           | Yulia Eidenzon      |           | Elena Neff        |           |
| Misto 10m | Galina Avramenko | 381       | Viktoriya Zabolotna | 376       | Kateryna Samogina | 373       |

## Risultati juniores

### Uomini

#### Bersaglio mobile
| Evento              | Oro                                                           | Oro       | Argento                                                | Argento   | Bronzo                                                 | Bronzo    |
| Evento              | Atleta                                                        | Risultato | Atleta                                                 | Risultato | Atleta                                                 | Risultato |
| 50m                 | Mikhail Azarenko                                              | 590       | Igor Matskevych                                        | 586       | Aleksiy Vylyvanyy                                      | 585       |
| 50m a squadre       | Rep. Ceca Frantisek Losos Josef Nikl Jan Dovrtel              | 1745      | Ucraina Igor Matskevych Aleksiy Vylyvanyy Yehor Chyrva | 1742      | Russia Mikhail Azarenko Aleksey Bratchikov Yuri Dovgal | 1732      |
| Misto 50m           | Josef Nikl                                                    | 389+20    | László Boros                                           | 389+16    | Mikhail Azarenko                                       | 387       |
| Misto 50m a squadre | Finlandia Sami Heikkila Marten Westerlund Tomi-Pekka Heikkila | 1147      | Ucraina Igor Matskevych Aleksiy Vylyvanyy Yehor Chyrva | 1143      | Russia Mikhail Azarenko Aleksey Bratchikov Yuri Dovgal | 1140      |
| 10m                 | László Boros                                                  | 572       | Aleksey Bratchikov                                     | 570       | Mikhail Azarenko                                       | 568       |
| 10m a squadre       | Russia Mikhail Azarenko Aleksey Bratchikov Yuri Dovgal        | 1698      | Rep. Ceca Frantisek Losos Josef Nikl Jan Dovrtel       | 1670      | Ungheria László Boros Balazs David Daniel Murmann      | 1662      |
| Misto 10m           | Mikhail Azarenko                                              | 382       | Aleksey Bratchikov                                     | 378       | Frantisek Losos                                        | 372       |
| Misto 10m a squadre | Russia Mikhail Azarenko Aleksey Bratchikov Yuri Dovgal        | 1109      | Germania Benjamin Risse Carsten Krausse David Risse    | 1102      | Rep. Ceca Frantisek Losos Josef Nikl Jan Dovrtel       | 1091      |

### Donne

#### Bersaglio mobile
| Evento              | Oro                                                                 | Oro       | Argento                                               | Argento   | Bronzo                                                | Bronzo    |
| Evento              | Atleta                                                              | Risultato | Atleta                                                | Risultato | Atleta                                                | Risultato |
| 10m                 | Bianka Keczeli                                                      | 371       | Anastasiya Savelyeva                                  | 368+20    | Valentyna Honcharova                                  | 368+18    |
| 10m a squadre       | Ucraina Valentyna Honcharova Liudmyla Vasylyuk Anastasiya Savelyeva | 1080      | Russia Marina Gulak Polina Pavlova Liudmyla Filippova | 1052      | Ungheria Bianka Keczeli Dora Keczeli Viktoria Hadnagy | 991       |
| Misto 10m           | Bianka Keczeli                                                      | 374       | Anastasiya Savelyeva                                  | 368       | Valentyna Honcharova                                  | 366       |
| Misto 10m a squadre | Ucraina Valentyna Honcharova Liudmyla Vasylyuk Anastasiya Savelyeva | 1093      | Russia Marina Gulak Polina Pavlova Liudmyla Filippova | 1048      | Ungheria Bianka Keczeli Dora Keczeli Viktoria Hadnagy | 964       |

## Medagliere
Nazione ospitante
| Posiz. | Nazione    | Oro | Argento | Bronzo | Totale |
| ------ | ---------- | --- | ------- | ------ | ------ |
| 1      | Ucraina    | 3   | 2       | 4      | 9      |
| 2      | Russia     | 2   | 4       | 1      | 7      |
| 3      | Rep. Ceca  | 2   | 2       | 1      | 5      |
| 4      | Finlandia  | 1   | 1       | 0      | 2      |
| 5      | Svezia     | 1   | 0       | 2      | 3      |
| 6      | Polonia    | 1   | 0       | 0      | 1      |
| 7      | Slovacchia | 0   | 1       | 0      | 1      |
| 8      | Germania   | 0   | 0       | 1      | 1      |
| 8      | Ungheria   | 0   | 0       | 1      | 1      |

## Medagliere juniores
Nazione ospitante
| Posiz. | Nazione   | Oro | Argento | Bronzo | Totale |
| ------ | --------- | --- | ------- | ------ | ------ |
| 1      | Russia    | 4   | 4       | 4      | 12     |
| 2      | Ungheria  | 3   | 1       | 3      | 7      |
| 3      | Ucraina   | 2   | 5       | 3      | 10     |
| 4      | Rep. Ceca | 2   | 1       | 2      | 5      |
| 5      | Finlandia | 1   | 0       | 0      | 1      |
| 6      | Germania  | 0   | 1       | 0      | 1      |